# 홍재표
홍재표(洪再杓, 1964년 9월 27일~)은 대한민국 충청남도의회 의원이다.

## 학력
- 신성대학교 토목정보과 졸업

## 경력
- 2014년 7월 1일 ~ 2018년 6월 30일: 제10대 충청남도의회 의원
- 2018년 7월 1일 ~ 2022년 6월 30일: 제11대 충청남도의회 의원
  - 2018.07 ~ 2020.06: 제11대 충청남도의회 전반기 부의장

## 역대 선거 결과
|  | 26.18% |

|  | 28.20% |

|  | 38.54% |

|  | 54.88% |

|  | 41.38% |